# Kanton Meilhan-sur-Garonne
Meilhan-sur-Garonne is een voormalig kanton van het Franse departement Lot-et-Garonne. Het kanton maakte deel uit van het arrondissement Marmande. Het werd opgeheven bij decreet van 26 februari 2014, met uitwerking op 22 maart 2015.

## Gemeenten
Het kanton Meilhan-sur-Garonne omvatte de volgende gemeenten:
- Cocumont
- Couthures-sur-Garonne
- Gaujac
- Jusix
- Marcellus
- Meilhan-sur-Garonne (hoofdplaats)
- Montpouillan
- Saint-Sauveur-de-Meilhan